# Kuhardt

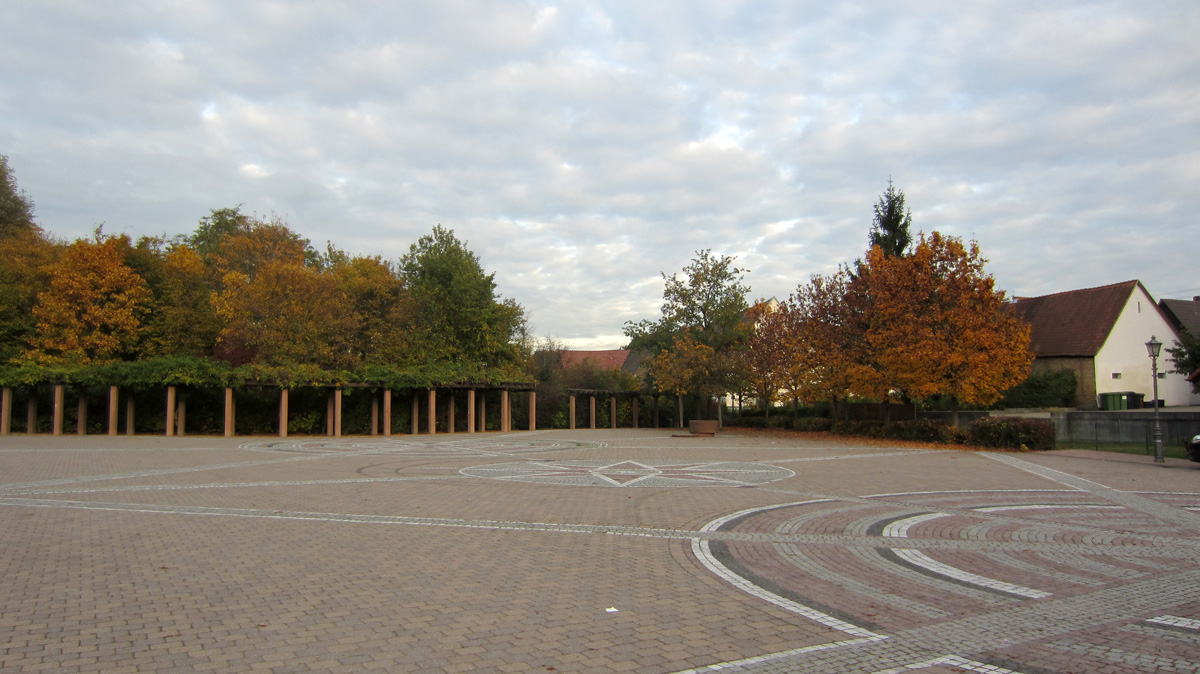
Dorfplatz

Kuhardt ist eine Ortsgemeinde im Landkreis Germersheim in Rheinland-Pfalz. Sie gehört der Verbandsgemeinde Rülzheim an.

## Geographie

### Lage
Kuhardt liegt – unmittelbar bevor das Gelände vom Hochufer in die Rheinniederung abfällt – auf dem Hochgestade im Dreieck Speyer, Landau, Karlsruhe. Zur Gemeinde gehören auch die Wohnplätze Ziegelei und Wasserwerk. Mitten durch die Gemeinde fließt der Rottenbach. Durch den Süden der Gemeindegemarkung verläuft außerdem der Scheidbach.

### Nachbargemeinden
Nachbargemeinden von Kuhardt sind die Ortsgemeinden Leimersheim, Neupotz, Rülzheim und Hördt.

## Geschichte
Die Gemeinde Kuhardt findet erstmals im Jahre 1103 bei der Gründung des benachbarten Klosters Hördt urkundliche Erwähnung. Ein Abtstab im Gemeindewappen erinnert noch heute an die Grundherrschaft des Klosters.
Bis zum Ende des 18. Jahrhunderts gehörte der Ort zur Kurpfalz und unterstand dort dem Oberamt Germersheim sowie der Propstei Hördt.
Von 1798 bis 1814, als die Pfalz Teil der Französischen Republik (bis 1804) und anschließend Teil des Napoleonischen Kaiserreichs war, war Kuhardt bis 1814 in den Kanton Germersheim und danach bis 1815 in den Kanton Kandel eingegliedert. 1815 wurde der Ort Österreich zugeschlagen und kehrte in den Kanton Germersheim zurück. Bereits ein Jahr später wechselte Kuhardt wie die gesamte Pfalz in das Königreich Bayern. Von 1818 bis 1862 gehörte die Gemeinde dem Landkommissariat Germersheim an; aus diesem ging das Bezirksamt Germersheim  hervor.
Seit 1939 ist der Ort Bestandteil des Landkreises Germersheim. Nach dem Zweiten Weltkrieg wurde Hördt innerhalb der französischen Besatzungszone Teil des damals neu gebildeten Landes Rheinland-Pfalz. Im Zuge der ersten rheinland-pfälzischen Verwaltungsreform wurde Kuhardt 1972 in die neu geschaffene Verbandsgemeinde Rülzheim eingegliedert.

## Bevölkerung

### Einwohnerentwicklung
Wenn nicht gesondert aufgeführt, ist die Quelle der Daten das Statistische Landesamt Rheinland-Pfalz.
| Jahr | Einwohner |
| ---- | --------- |
| 1802 | 382       |
| 1849 | 727       |
| 1861 | 594       |
| 1871 | 671       |
| 1905 | 698       |
| 1939 | 1.084     |
| 1950 | 1.159     |

| Jahr | Einwohner |
| ---- | --------- |
| 1965 | 1.396     |
| 1970 | 1.528     |
| 1975 | 1.548     |
| 1980 | 1.549     |
| 1985 | 1.596     |
| 1990 | 1.681     |
| 1995 | 1.737     |

| Jahr | Einwohner |
| ---- | --------- |
| 2000 | 1.783     |
| 2005 | 1.917     |
| 2010 | 1.914     |
| 2013 | 1.902     |
| 2019 | 1.857     |

### Religion

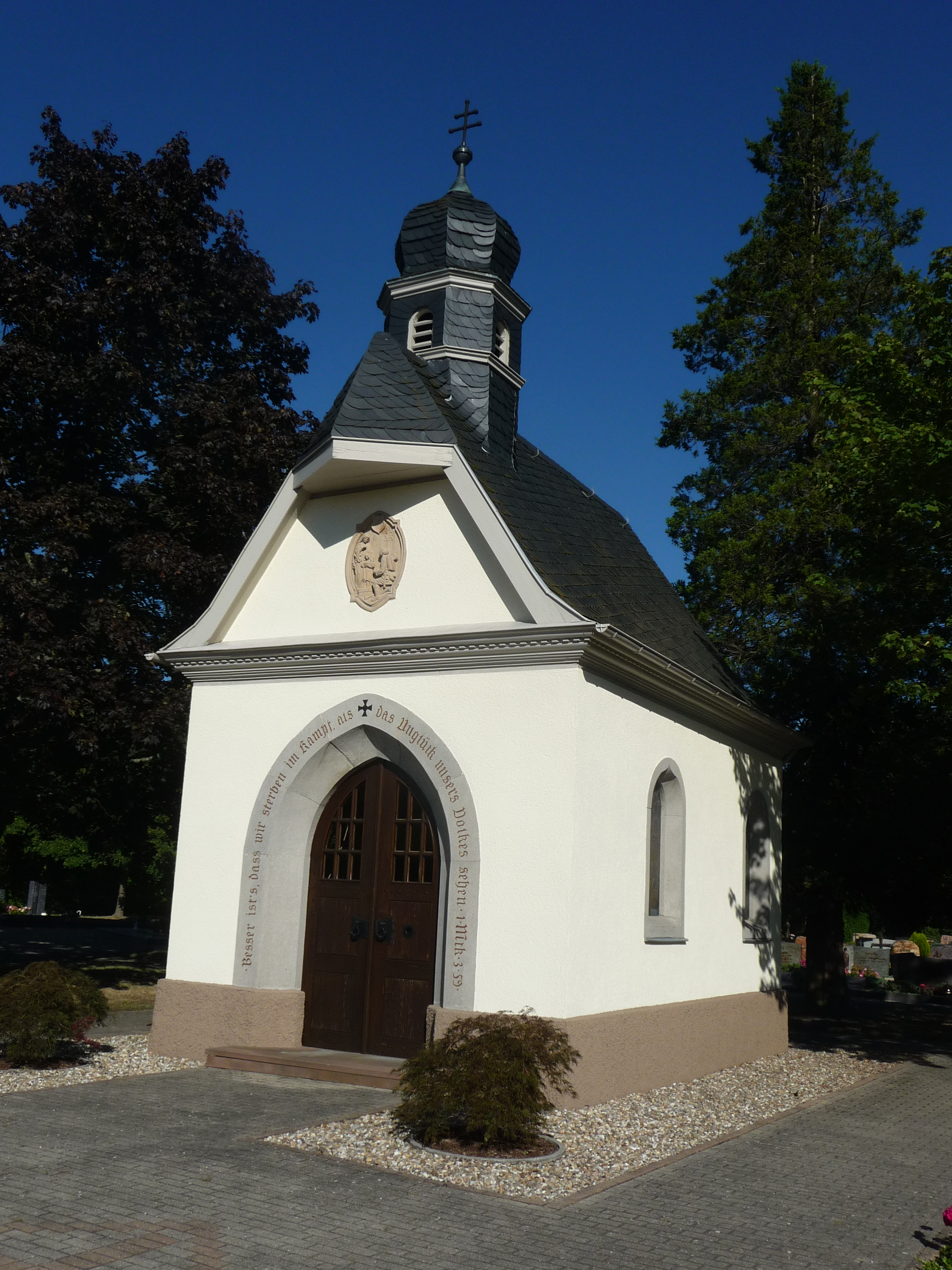
Friedhofskapelle

Bis zum Bau der Christuskirche in Rülzheim diente die örtliche evangelische Kirche in Bellheim ebenso den Gläubigen in Kuhardt. Im Februar 2015 waren 66,5 Prozent der Einwohner katholisch und 12,7 Prozent evangelisch. Die übrigen gehörten einer anderen Religion an oder waren konfessionslos.
Ab 1. September 2012 bildeten katholischerseits die Pfarreien von Rülzheim, Kuhardt, Hördt und Leimersheim eine Pfarrgemeinschaft. Seit 2016 ist Kuhardt eine Filiale der in Rülzheim ansässigen Pfarrei Hl. Theodard.
Im Jahr 1871 waren von insgesamt 671 Einwohnern 670 katholisch und eine Person evangelisch.

## Politik

### Gemeinderat
Der Gemeinderat in Kuhardt besteht aus 16 Ratsmitgliedern, die bei der Kommunalwahl am 9. Juni 2024 in einer personalisierten Verhältniswahl gewählt wurden, und dem ehrenamtlichen Ortsbürgermeister als Vorsitzendem.
Die Sitzverteilung im Gemeinderat:
| Wahl | SPD | CDU | AktB | Gesamt   |
| ---- | --- | --- | ---- | -------- |
| 2024 | 1   | 9   | 6    | 16 Sitze |
| 2019 | 2   | 8   | 6    | 16 Sitze |
| 2014 | 3   | 9   | 4    | 16 Sitze |
| 2009 | 5   | 11  | –    | 16 Sitze |
| 2004 | 4   | 12  | –    | 16 Sitze |

- AktB = Aktive Bürger Kuhardt e. V.

### Bürgermeister
Christian Schwab (CDU) wurde 2019 Ortsbürgermeister von Kuhardt. Bei der Direktwahl am 26. Mai 2019 war er mit einem Stimmenanteil von 54,81 % gewählt worden. Bei der Direktwahl am 9. Juni 2024 wurde er als einziger Bewerber mit 82,9 % für weitere fünf Jahre in seinem Amt bestätigt.
Schwabs Vorgänger waren Roland Eiswirth (CDU, Amtszeit 1994–2019) und Gerhard Geiger (CDU, 1974–1994).

### Wappen
| Wappen von Kuhardt | Blasonierung: „n Grün ein silberner Angelhaken, überdeckt von einem schrägrechts gelegten goldenen Krummstab.“ |
| Wappen von Kuhardt | |

## Kultur und Sehenswürdigkeiten

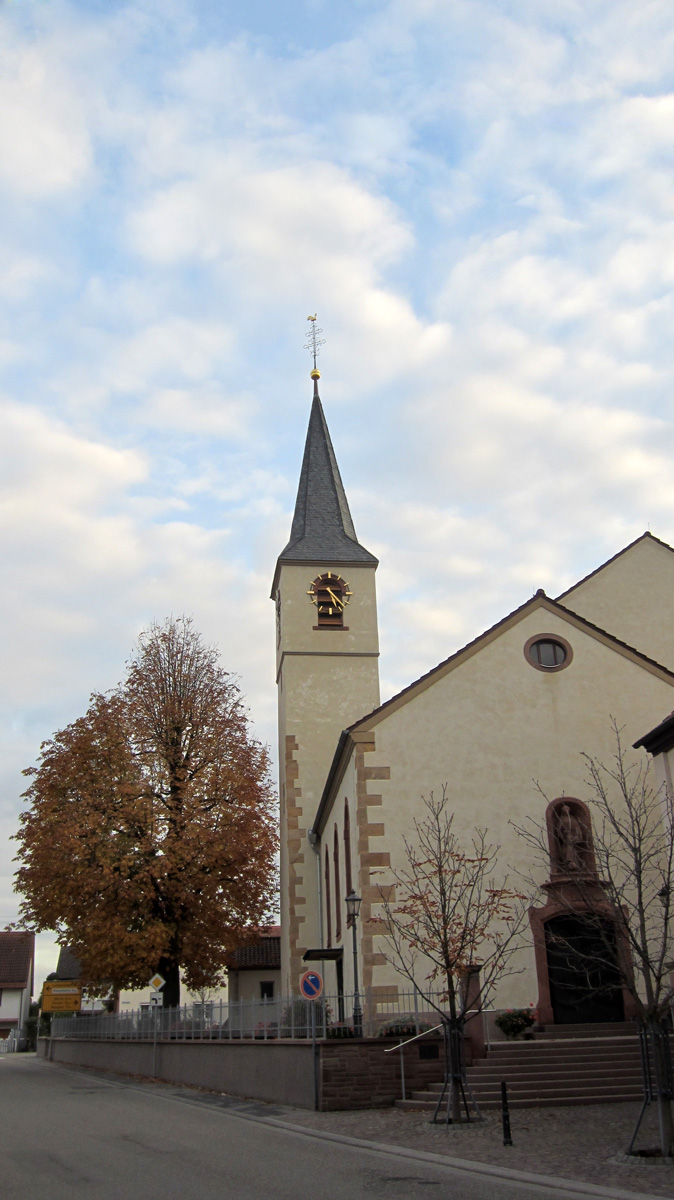
Katholische Kirche St. Anna

### Kulturdenkmäler
Vor Ort existieren insgesamt zwei Objekte, die unter Denkmalschutz stehen, darunter die katholische Kirche St. Anna.

### Natur
Mit den Rosskastanien in der Hauptstraße existiert innerhalb des Gemeindegebiets ein Naturdenkmal.

### Heimatmuseum
Das Heimatmuseum enthält unter anderem Ausstellungen von handwerklichen Arbeiten von Otto Sengel.

### Vereine
Der Handballverein TSV Kuhardt 1920 spielte in der Saison 2008/09 ein Jahr lang in der Oberliga.

## Wirtschaft und Infrastruktur

### Wirtschaft
Der sprichwörtliche Fleiß der Bevölkerung machte die Kuhardter Ziegeleiarbeiter bis vor dem Zweiten Weltkrieg zu gesuchten Spezialisten in süd- und südwestdeutschen Brennöfen.
Das Unternehmen ITK Engineering – damals Ingenieurbüro für technische Kybernetik – hatte von seiner Gründung im Jahr 1994 bis 1999 seinen Sitz in der Gemeinde.

### Verkehr
Mitten durch Kuhardt verlaufen die Landesstraßen 552 und 553. Die Gemeinde ist über die Buslinien 552 an das Nahverkehrsnetz angeschlossen. In die westliche Richtung führt sie nach Landau in der Pfalz und in die östliche nach Rheinzabern.

## Persönlichkeiten

### Ehrenbürger
- 1974: August Geiger (1913–1975), Bürgermeister 1952 bis 1974[16]
- 1976, 10. Juni: Anton Zieger (1910–1997), Pfarrer[17]
- 2001: Gerhard Geiger (1941–2012), Bürgermeister von 1974 bis 1994[18]

### Mit Kuhardt verbunden
- Roland Eiswirth, seit 2016 Träger der Freiherr-vom-Stein-Plakette
- Michael Sommer (* 1968), ehemaliger Fußball-Bundesliga-Spieler des 1. FC Kaiserslautern, wohnt in Kuhardt